# Thăm dò Sao Thủy
Thăm dò Sao Thủy chỉ đóng một vai trò nhỏ nhoi trong mối quan tâm về không gian của thế giới. Nó là hành tinh bên trong ít được thăm dò nhất. Tính tới năm 2015, các sứ mệnh Mariner 10 và MESSENGER là những sứ mệnh duy nhất thực hiện các quan sát ở khoảng cách gần đối với Sao Thủy. MESSENGER thực hiện ba chuyến bay ngang qua trước khi tiến vào quỹ đạo xung quanh Sao Thủy. Một sứ mệnh thứ ba tới Sao Thủy, BepiColombo, một sứ mệnh hợp tác giữa Cơ quan nghiên cứu và phát triển hàng không vũ trụ Nhật Bản (JAXA) và Cơ quan Vũ trụ châu Âu, thì bao gồm hai tàu thăm dò. MESSENGER và BepiColombo được giao nhiệm vụ thu thập dữ liệu bổ sung để giúp các nhà khoa học hiểu hơn về nhiều bí ẩn được khám phá từ những cuộc bay ngang qua của Mariner 10.
So với các hành tinh khác, Sao Thủy thì khó để thăm dò. Tốc độ tăng lên cần để tới được nó thì tương đối cao, và do khoảng cách gần của nó với Mặt Trời, quỹ đạo quanh nó khá là bất ổn. MESSENGER là tàu thăm dò đầu tiên có quỹ đạo quanh Sao Thủy.

## Mối quan tâm về Sao Thủy
Sao Thủy không phải là sự tập trung chính của nhiều chương trình không gian. Bởi vì hành tinh này ở rất gần với Mặt Trời và quay trên chính trục của nó một cách rất chậm chạp, nhiệt độ bề mặt của nó biến đổi từ 427 °C (801 °F) tới −173 °C (−279 °F). Mối quan tâm hiện tại về Sao Thủy xuất phát từ những quan sát bất ngờ của Mariner 10. Trước Mariner 10, các nhà thiên văn học nghĩ rằng hành tinh chỉ đơn thuần quay quanh Mặt Trời ở một quỹ đạo rất elip. Hành tinh này đã được quan sát thông qua các kính viễn vọng đặt ở mặt đất, và Mariner 10 đã cung cấp các dữ liệu làm sáng tỏ hoặc phủ nhận nhiều kết luận của chúng.